# Modello di Einstein
In meccanica statistica e in fisica dello stato solido, il modello di Einstein è un modello sviluppato da Albert Einstein nel 1907 per calcolare il calore specifico di un solido.
Si basa sull'ipotesi che gli atomi oscillino intorno alla loro posizione di equilibrio con una sola frequenza e che l'energia di oscillazione sia quantizzata. Tale modello tratta il solido come un aggregato di oscillatori isolati non interagenti tra loro, tutti con la stessa frequenza di risonanza.
Il modello di Einstein predice abbastanza correttamente la dipendenza ad alta temperatura del calore specifico molare. Tale modello coincide ad alta temperatura con il modello classico di Dulong-Petit. A temperature inferiori non rispetta perfettamente i risultati sperimentali. Tuttavia, nel limite {\displaystyle T\to 0}, anche con il modello di Einstein il calore specifico tende a zero.
Tale modello è in contrasto con il modello di Debye che tratta le vibrazioni del reticolo cristallino come fononi in una scatola.

## Formula di Einstein per la capacità termica
La formula di Einstein per la capacità termica di un solido è:
{\displaystyle C_{V,m}=3R{\frac {\theta _{E}^{2}}{T^{2}}}{\frac {e^{\theta _{E} \over T}}{\left({{e^{\theta _{E} \over T}}-1}\right)^{2}}}}
Dove {\displaystyle \theta _{E}} è la temperatura di Einstein.
{\displaystyle \theta _{E}={\frac {h\nu }{k_{B}}}}
dove:
- {\displaystyle k_{B}}= Costante di Boltzmann
- h = Costante di Planck

La temperatura di Einstein è una maniera di esprimere la frequenza delle oscillazioni degli atomi.
Per temperature elevate (T>>{\displaystyle \theta _{E}}) si può sviluppare in serie l'esponenziale fermandosi ai primi due membri {\displaystyle 1+{\frac {\theta _{E}}{T}}+...}
Questo porta al risultato classico, in accordo con la legge di Dulong e Petit {\displaystyle C_{V,m}=3R}.
A temperature molto basse (T<<{\displaystyle \theta _{E}}) l'esponenziale diventa
{\displaystyle {\frac {\theta _{E}}{T}}\left(e^{-{\frac {\theta _{E}}{2T}}}\right)} che tende a zero per {\displaystyle T\to 0}
La curva della capacità termica in rapporto a {\displaystyle {\frac {T}{\theta _{E}}}} ha una forma rispondente all'evidenza sperimentale, ma è poco precisa quantitativamente. Questo perché l'ipotesi di Einstein prevede che tutti gli oscillatori oscillino con la stessa frequenza mentre in realtà oscillano in un campo di frequenze. Il modello di Debye tiene conto di questo fatto.
Einstein ricavò la formula della capacità termica derivando l'energia interna, calcolata utilizzando il suo modello, rispetto alla temperatura.
{\displaystyle U={\frac {3N_{A}h\nu }{e^{\frac {h\nu }{k_{B}T}}-1}}={\frac {3R\theta _{E}}{e^{\frac {\theta _{E}}{T}}-1}}}
dove:
- {\displaystyle N_{A}} = Costante di Avogadro
- {\displaystyle R=N_{A}k_{B}}